# Svendborg Amt

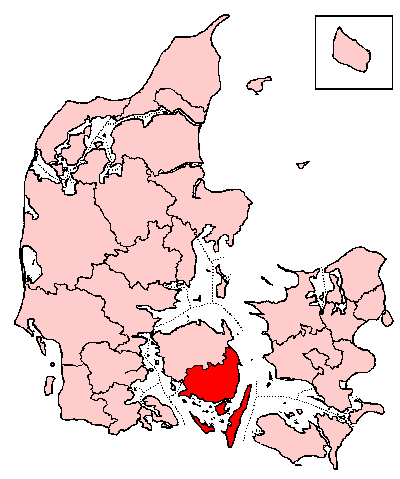
Lage des Svendborg Amt in Dänemark

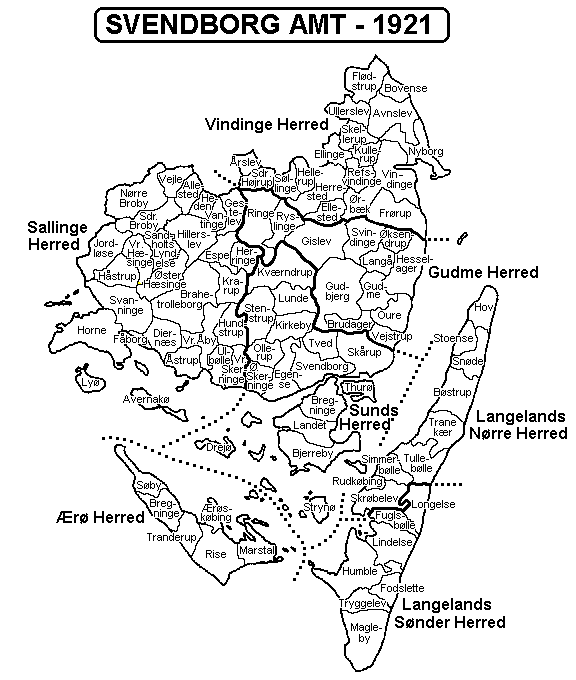
Svendborg amt 1921

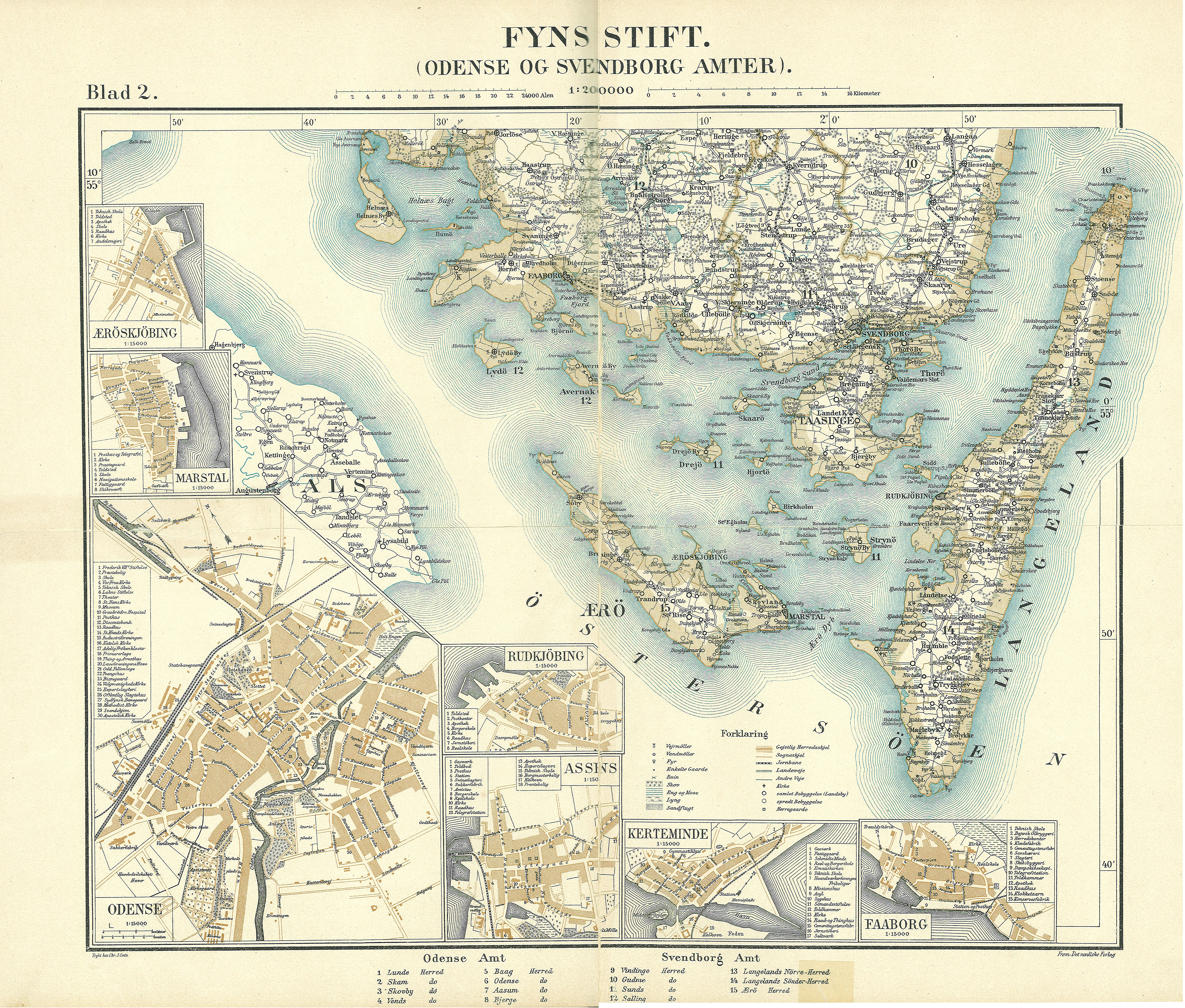
Der Südliche Teil des Svendborg Amtes ca. 1900. Der nördliche Teil findet sich auf der Karte des Odense Amt

Svendborg Amt (benannt nach der Stadt Svendborg) war bis zur dänischen Kommunalreform zum 1. April 1970 eines der damaligen Ämter in Dänemark. Das Amt entstand 1793 durch Zusammenlegung von Nyborg Amt und Tranekær Amt. 1970 wurden Svendborg Amt und Odense Amt zum Fyns Amt zusammengelegt, welches im Zuge der Kommunalreform 2007 in der Region Syddanmark aufging.
Das Amt bestand aus sieben Harden (dänisch Herred):
- Gudme Herred
- Langelands Nørre Herred
- Langelands Sønder Herred
- Sallinge Herred
- Sunds Herred
- Vindinge Herred
- Ærø Herred

Ærø Herred kam jedoch erst im Zusammenhang mit dem Wiener Frieden von 1864 vom Herzogtum Schleswig zum dänischen Königreich und damit ins Svendborg Amt.